# Скуэнтна
Скуэнтна (англ. Skwentna) — статистически обособленная местность, которая находится в боро Матануска-Суситна, Аляска, Соединённые Штаты Америки. По данным переписи 2010 года 37 человек.

## География
По данным Бюро переписи населения США, CDP имеет общую площадь 449,7 квадратных миль (1,165 км2), из которых 442,8 квадратных миль (1 147 км2) — это земля и 6,9 квадратных миль (18 км2) от неё (1,54% ) — представляет собой воду.

## Демография
По данным переписи 2000 года в CDP насчитывалось 111 человек, 50 домашних хозяйств и 29 семей. Плотность населения составляла 0,3 человека на квадратную милю (0,1 / км2). Было 360 единиц жилья при средней плотности 0,8 / кв. Миль (0,3 / км²). Расовый состав CDP составлял 92,79% белых, 6,31% коренных американцев и 0,90% от двух или более рас.
Было 50 домашних хозяйств, из которых 22,0% имели детей в возрасте до 18 лет, проживающих с ними, 48,0% были женатыми парами, живущими вместе, у 6,0% была мать-одиночка без присутствия мужа, а 42,0% были несемьями. 36,0% всех домохозяйств состоят из отдельных лиц, и никто из них не живет один, которому было 65 лет и старше. Средний размер домохозяйства составил 2,22, а средний размер семьи — 2,90.
В CDP население было распространено по следующим возрастным категориям 22,5% в возрасте до 18 лет, 5,4% с 18 до 24, 23,4% с 25 до 44, 44,1% с 45 до 64 и 4,5%, которые составляли 65 лет и старше , Медианный возраст составлял 45 лет. На каждые 100 женщин приходилось 164,3 мужчин. На каждые 100 женщин в возрасте 18 лет и старше приходилось 168,8 мужчин.
Средний доход для домашнего хозяйства в CDP составлял 16 250 долларов США, а средний доход для семьи составлял 52 917 долларов. У мужчин средний доход составил 13 333 доллара, в то время как у женщин он составил 18 750 долларов США. Доход на душу населения для CDP составлял 23 994 доллара. 5,8% населения, жили за чертой бедности.